# Scheibenwischer (Kabarett)
Der Scheibenwischer war eine von Dieter Hildebrandt begründete deutsche Kabarettsendung, die von der ARD im Ersten Deutschen Fernsehen („Das Erste“) ausgestrahlt wurde. Zum letzten Ensemble gehörten die Kabarettisten Bruno Jonas, Mathias Richling und Richard Rogler.
Produziert wurde die Sendung von 1980 bis in das Jahr 2003 vom Sender Freies Berlin. Danach war das Format bis zu seinem Ende im Jahr 2009 eine Koproduktion der beiden ARD-Anstalten Rundfunk Berlin-Brandenburg (RBB) und Bayerischer Rundfunk (BR), hergestellt im halbjährlichen Wechsel in Berlin und München.
Im Jahr 1983 erhielten Dieter Hildebrandt, Gerhard Polt und Gisela Schneeberger den Adolf-Grimme-Preis mit Silber für die Sendung vom 14. Januar 1982 zum Thema Rhein-Main-Donau-Kanal. 1986 erhielten Hildebrandt und – postum – Sammy Drechsel den Adolf-Grimme-Preis mit Gold für die Sendung vom 15. April 1985 über deutsche Vergangenheitsbewältigung und die Behandlung der Sinti und Roma.

## Form der Sendung
Der Scheibenwischer praktizierte eine Annäherung an das Theater, die wegführte von der klassischen, der Stand-up-Comedy nicht unähnlichen Auftrittsform im deutschen politischen Kabarett. In ähnlicher Form entstanden im Umfeld der Mitwirkenden Bühnenstücke wie München Leuchtet und Diridari, die in den Münchner Kammerspielen aufgeführt wurden.
Aufgrund der politischen „Stoßrichtung“ sorgte der Scheibenwischer – insbesondere unter konservativen Politikern – mehrfach für Ärger und Skandale.
Zum Konzept der Sendung gehörten auch Gastauftritte anderer Kabarettisten, wie beispielsweise von Gerhard Polt, Wolfgang Stumph, Andreas Rebers, Hagen Rether, Philipp Weber oder der Musikgruppe Biermösl Blosn und des Liedermachers Konstantin Wecker. Dabei entstanden einige herausragende Sendungen wie Der Rhein-Main-Donau-Kanal, Krieger denk mal!  oder Tschernobyl und die Folgen. Ein regelmäßiger Gast im Scheibenwischer war außerdem der Berliner Kabarettist Frank Lüdecke, der seit 2004 in jeder zweiten Sendung vertreten war.
Für den Literaturwissenschaftler Hans Mayer war bereits der Name der Sendung ein idealistisches Programm: „Wenn Sie das Wort Scheibenwischer genau untersuchen, so ist also doch da ein Bemühen spürbar, dass der Dreck weggewischt wird, dass man klare Sicht bekommt, dass man Licht bekommt, das Licht der Aufklärung, und dass der Dreck der Klischees […] weggewischt wird.“

## Auftretende Kabarettisten

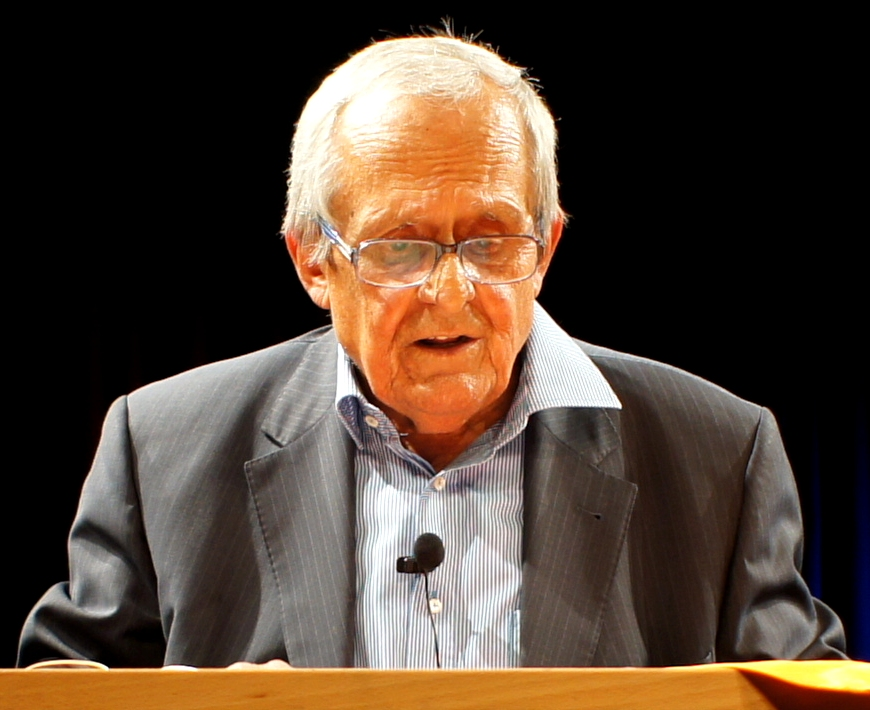
Dieter Hildebrandt

Mit der Sendung Scheibenwischer aufs engste verbunden ist der Name des Kabarettisten Dieter Hildebrandt, unter dessen Federführung zwischen 1980 und 2003 insgesamt 144 Sendungen ausgestrahlt wurden. Ab dem Jahr 1985 wurde Bruno Jonas regelmäßiger Gast der Sendung, ab 2000 fester Partner neben Hildebrandt.
Nachdem dieser im Oktober 2003 aus Altersgründen aus dem Scheibenwischer ausgeschieden war, wurde die Sendung von Bruno Jonas, Mathias Richling und Georg Schramm weitergeführt. Ab dem 8. Januar 2004 wurden die 10 neuen Folgen ins Spätprogramm verlegt und die Sendezeit auf 30 Minuten gekürzt. In den Sendungen vom Oktober 2004 sowie am 1. September und 29. Dezember 2005 hatte Dieter Hildebrandt noch einmal Gastauftritte im Scheibenwischer.
Am 24. April 2006 gab Schramm bekannt, dass er seinen letzten Auftritt in der Sendung vom 25. Mai 2006 haben werde und das Ensemble auf eigenen Wunsch verlässt. Als Grund wurden unterschiedliche Vorstellungen von der zukünftigen konzeptionellen Ausrichtung des Sendeformats, das ab Herbst 2006 wieder auf 45 Minuten verlängert wurde, zwischen Schramm und seinen Kollegen genannt. Ab dem 29. Juni 2006 nahm Richard Rogler Schramms Platz ein. Schramm wechselte für die nächsten vier Jahre zur Kabarettsendung Neues aus der Anstalt im ZDF, bevor er sich auch von dort als Ensemble-Mitglied zurückzog.
Im Februar 2008 verließ Rogler das Ensemble. Als Grund nannte der RBB zunächst, er wolle sich auf seine Bühnenauftritte konzentrieren. Später erklärte Rogler aber in einem Interview für Eins zu Eins. Der Talk in Bayern 2, er sei von seinen beiden verbliebenen Kollegen gemobbt worden. In der darauffolgenden Sendung am 21. Februar 2008 standen Jonas und Richling vorerst in einer Zweierkonstellation auf der Bühne.
Am 9. April 2008 gab Bruno Jonas seinen Ausstieg aus der Sendung bekannt. Seinen letzten Scheibenwischer-Auftritt absolvierte er am 30. Dezember 2008. Danach übernahm Mathias Richling alleine die Leitung der Nachfolgesendung Satire Gipfel und wurde von verschiedenen Gästen unterstützt.

## Das Ende der Sendung
Nachdem Mathias Richling angekündigt hatte, zukünftig auch Comedians in die Sendung zu holen, untersagte Dieter Hildebrandt im März 2009 die weitere Verwendung des Namens Scheibenwischer. Der Kabarettist hatte sich die Namensrechte bereits in den Anfangstagen 1980 sichern lassen. Die zuständigen Sendeanstalten Rundfunk Berlin Brandenburg und der Bayerische Rundfunk akzeptierten dieses Verbot und beschlossen, die Sendung zukünftig Satire Gipfel zu nennen. Diese wurde am 19. März 2009 erstmals ausgestrahlt. Richling reagierte empört, bezeichnete Hildebrandt als „SPD-Wahlkämpfer“ und warf ihm vor, in erster Linie parteipolitisch motivierte Satire betrieben zu haben: „Das Problem ist auch, dass Altgenosse Dieter Hildebrandt kein politisches Kabarett kann, sondern immer nur parteipolitisches. Sein Scheibenwischer wurde von der SPD immer angesehen als parteieigene Sendung. Deshalb geht Hildebrandt leider jede Form von Objektivität ab, auch in der Beurteilung von Kollegen.“
Nachdem weitere namhafte Kabarettisten den Satire Gipfel verlassen hatten, legte Richling die Leitung der Sendung zum Jahresende 2010 nieder. 2011 übernahm Dieter Nuhr trotz seines parallelen Engagements bei RTL die Aufgabe; Nuhr verließ das RBB-Studio und zog ins Radialsystem V in Berlin; seither zahlen die Gäste Eintritt. Auch der Satire Gipfel wurde mittlerweile umbenannt in nuhr im Ersten.

## Politische Skandale
Im Laufe der Jahre sorgte der Scheibenwischer mehrfach für politische Kontroversen:
- Als unter Franz Josef Strauß begonnen wurde, die zentralen Abschnitte des Rhein-Main-Donau-Kanals zu errichten, nahm Hildebrandt dies 1982 zum Anlass, die Ereignisse in der Sendung zu karikieren. Dabei bezog er sich explizit darauf, dass Millionen von Quadratmetern Naturschutzgebiet in Form von Feuchtwiesen dem Vorhaben zum Opfer fallen würden, während zugleich eine große Zahl bayerischer Regierungsmitglieder in der Chefetage der entsprechenden Betreibergesellschaften säßen. In einem Sketch dazu wedelte Gerhard Polt mit Geldscheinbündeln und Gisela Schneeberger verteilte Schecks an Politiker. Die bayerische Staatsregierung protestierte beim SFB wegen Unterstellungen und eines angeblich „bayernfeindlichen Programms“.[11]
- 1986 blendete sich der Bayerische Rundfunk für die Dauer der Ausstrahlung einer Folge aus dem gemeinsamen Fernsehprogramm der ARD aus.[12] Am 22. Mai 1986, wenige Wochen nach der Katastrophe von Tschernobyl, nahm Helmut Oeller, damaliger Fernsehdirektor des BR, an einigen Passagen des Manuskriptes für die Sendung am nächsten Tag Anstoß – unter anderem an einer von Werner Koczwara geschriebenen Nummer mit dem Titel Der verstrahlte Großvater, die von Lisa Fitz vorgetragen werden sollte. Da er kein Gehör für seine Forderung nach ARD-weiter Absetzung der Folge fand, kam es zu der denkwürdigen Entscheidung der Ausblendung, so dass dieser Scheibenwischer in Bayern nicht zu empfangen war. Dies rief sowohl in Bayern als auch deutschlandweit Proteste hervor und wurde als Akt der Zensur gebrandmarkt. Teilweise wurde diese Folge des Scheibenwischers dann in SPD-Ortsvereinen und den Münchner Kammerspielen[13] auf Video gezeigt. Die Münchner Abendzeitung druckte Auszüge aus dem Manuskript ab.[14] Nach dem Tod Hildebrandts im November 2013 nahm der Bayerische Rundfunk die Sendung in voller Länge in seine Mediathek auf[15], entfernte sie allerdings kurz danach wieder.

## Folgen und Gäste (unvollständig)
Die einzelnen Folgen von Scheibenwischer waren nicht betitelt. In einigen Fällen können – kursiv gesetzte – Titel jedoch von zwei DVD-Kompilationen beziehungsweise von Buchausgaben der Texte von Sendungen übernommen werden.
| Folge | Titel bzw. Themen | Erstausstrahlung   | Gäste | Anmerkungen |
| ----- | --- | ------------------ | --- | --- |
| 1     | Welche Rolle spielt Satire im Fernsehen? | 12. Juni 1980      | Joseline Gassen, Gerhard Polt, Werner Schneyder, Konstantin Wecker, Ingeborg Wellmann                                   | |
| 2     | öffentlich-rechtliches TV und die Macht der Medienkonzerne | 21. August 1980    | Knut Kiesewetter, Lore Lorentz, Werner Schneyder, Achim Strietzel                                                       | |
| 3     | Unterhaltung im TV | 16. Oktober 1980   | Hanns Dieter Hüsch, Hannelore Kaub, Konstantin Wecker                                                                   | |
| 4     | Papstbesuch | 27. Dezember 1980  | Rainer Basedow, Gerhard Polt, Beatrice Richter                                                                          | |
| 5     | Berliner Verhältnisse; Atomkraft | 12. Februar 1981   | Katja Ebstein, Wolfgang Gruner                                                                                          | |
| 6     | Hausbesitzer und Hausbesetzer | 23. April 1981     | Cornelia Froboess, Udo Lindenberg                                                                                       | |
| 7     | Was, wer und wen hält das Fernsehen aus? | 18. Juni 1981      | Hanns Dieter Hüsch, Sigi Maron, Sabine Sinjen                                                                           | |
| 8     | | 13. August 1981    | Regina Lemnitz, Walter Mossmann, Susanne Tremper                                                                        | |
| 9     | | 8. Oktober 1981    | Loni von Friedl, Jochen Steffen, Biermösl Blosn                                                                         | |
| 10    | der Redakteur der Zukunft; Gewaltfixierung der Medien; moderne Trauerarbeit; Friedensbewegung und „schweigende Mehrheit“; Helmut Kohl spricht Matthias Claudius | 19. November 1981  | Erich Kleiber, Lore Lorentz, Erich Schleyer, Bernd Stephan                                                              | |
| 11    | Der Rhein-Main-Donau-Kanal | 14. Januar 1982    | Erhard Kölsch, Hanns Christian Müller, Gerhard Polt, Gisela Schneeberger                                                | Diese Folge wurde 1983 ausgezeichnet mit dem Adolf-Grimme-Preis mit Silber. |
| 12    | | 25. März 1982      | Thomas Freitag, Bruno Jonas, Katja Rupé, Klaus Peter Schreiner                                                          | |
| 13    | Wiegenlied 1982 | 29. Juli 1982      | Jochen Busse, Mathias Richling, Susanne Tremper                                                                         | |
| 14    | Bonner Wende; Atomwirtschaft | 23. September 1982 | Gerhard Polt, Gisela Schneeberger                                                                                       | |
| 15    | | 25. November 1982  | Heinz Werner Kraehkamp, Helmut Krauss, Werner Kreindl, Daniela Strietzel                                                | |
| 16    | Satire im Fernsehen vor den Wahlen | 30. Dezember 1982  | Jochen Busse, Hanns Dieter Hüsch, Bruno Jonas, Gerhard Polt, Konstantin Wecker                                          | Die Sendung wurde um drei Wochen vorverlegt, weil die Intendanten der ARD mehrheitlich Bedenken gefolgt waren, der ursprünglich geplante Sendetermin 22. Januar läge zeitlich zu nahe an der Bundestagswahl vom 6. März 1983, in deren Vorfeld Dieter Hildebrandt sich als Wahlkampfhelfer der SPD engagierte. Die Entscheidung wurde von den Kabarettisten in der Sendung ausgiebig verspottet. |
| 17    | Nachwahlbetrachtungen; Volkszählung; Informatik und Wissenschaft; Abschiedsrede von Herbert Wehner                                                              | 17. März 1983      | Katja Ebstein, Thomas Freitag, Dietrich „Piano“ Paul                                                                    | |
| 18    | Hitler-Tagebücher; Berliner Filz | 28. April 1983     | Mathias Richling, Gebrüder Blattschuss                                                                                  | |
| 19    | Ausländer raus, Ausländer rein | 16. Juni 1983      | Şinasi Dikmen, Lisa Fitz, Hannelore Kaub, Helmut Krauss, Lore Lorentz                                                   | |
| 20    | Waldsterben | 11. August 1983    | Rainer Basedow, Jochen Busse, Regina Lemnitz, Mehlprimeln                                                               | |
| 21    | Krieger denk mal! | 2. November 1983   | Gerhard Polt, Gisela Schneeberger, Biermösl Blosn                                                                       | |
| 22    | Orwell-Jahr und Sprachpflege | 29. Dezember 1983  | Hanns Dieter Hüsch, Hellmut Lange, Die Pochenden Herzen                                                                 | |
| 23    | | 23. Februar 1984   | Ruth Drexel, Sissy Höfferer, Hans Korte, Konstantin Wecker                                                              | |
| 24    | | 19. April 1984     | Hannelore Kaub, Helmut Krauss, Mathias Richling                                                                         | |
| 25    | Genscher-Rücktritt; Parteispenden; Frauen ans Gewehr; Tierversuche                                                                                              | 28. Juni 1984      | Thomas Freitag, Lola Müthel, Hermann Treusch, Gerhard Zemann                                                            | |
| 26    | Ferien im Stau; Olympische Spiele | 23. August 1984    | Jochen Busse, Şinasi Dikmen, Elke Heidenreich, John Paiva, Ron Williams, Inge Wolffberg                                 | |
| 27    | | 22. November 1984  | Otto Grünmandl, Franz Hohler, Hellmut Lange, Achim Strietzel                                                            | |
| 28    | Die Wirkung von Entwicklungshilfe | 7. Januar 1985     | Jochen Busse, Lisa Fitz, Hanns Dieter Hüsch                                                                             | |
| 29    | Faria Faria Ho! Der Deutsche und sein „Zigeuner“ | 15. April 1985     | Anja Buczkowski, András Fricsay, Gerhard Polt, Jakob Lichtman und Ja-Ka-Scha                                            | Diese Folge wurde 1986 ausgezeichnet mit dem Adolf-Grimme-Preis mit Gold. |
| 30    | Wer schaut den Scheibenwischer? | 8. Juli 1985       | Matthias Beltz, Klaus Peter Schreiner, Hendrike von Sydow, Dieter Thomas                                                | |
| 31    | Privatfernsehen und seichte Unterhaltung | 2. September 1985  | Jochen Busse, Jörg Hube, Maren Kroymann                                                                                 | |
| 32    | Umgang mit Senioren | 18. November 1985  | Uschi Flacke, Karl-Ulrich Meves, Brigitte Mira, Jochen Steffen, Gerhard Zemann                                          | |
| 33    | Wackersdorf und Atomindustrie; Berliner Bestechungsskandal | 5. Februar 1986    | Hanns Dieter Hüsch, Bruno Jonas, Renate Küster, Lore Lorentz, Hans-Günter Martens, Konstantin Wecker                    | Vier Tage vor dem geplanten Sendetermin 23. Januar starb Sammy Drechsel, der Regie bei allen bisherigen Scheibenwischer-Folgen geführt hatte. Auf Bitten der Crew um Dieter Hildebrandt kam es deswegen zu einer Verschiebung der Live-Sendung um zwei Wochen. Die Regie beim Scheibenwischer übernahm Cathérine Miville, die diese Aufgabe bis zum Jahr 2000 ausfüllte. Eine weitere Veränderung, die mit dieser Folge eintrat, war die Verlängerung der Sendezeit von 45 auf 60 Minuten. Jedoch gab es statt fünf oder sechs jetzt nur noch vier Folgen pro Jahr. |
| 34    | Tschernobyl und die Folgen | 22. Mai 1986       | Lisa Fitz, Hans Korte, Helmut Ruge, Dick Städtler, Christof Stählin, Mehlprimeln                                        | Diese Folge wurde nicht ausgestrahlt im Sendegebiet des Bayerischen Rundfunks, dessen Fernsehdirektor Anstoß an einigen Texten der Sendung genommen hatte. Kritiker der Entscheidung sprachen von „Zensur“. |
| 35    | Atomkraft nach Tschernobyl | 11. September 1986 | Sissy Höfferer, Walter Mossmann, Werner Schneyder, Susanne Tremper                                                      | |
| 36    | Die Verquickung von Politik und Unterhaltung | 4. Dezember 1986   | Matthias Beltz, Jacques Breuer, Hendrike von Sydow, Dieter Thomas                                                       | |
| 37    | 750 Jahre Berlin | 12. März 1987      | Jochen Busse, Renate Küster, Ensemble des Grips-Theaters                                                                | |
| 38    | Asyl- und Aidspolitik; Volkszählung | 4. Juni 1987       | Thomas Freitag, Ralf Milde, Konstantin Wecker, Gerhard Zemann, Billie Zöckler                                           | |
| 39    | Auto und Wald; Honecker-Besuch | 27. August 1987    | Rainer Basedow, Uwe G. Ebert, Dietrich „Piano“ Paul, Maria Peschek, Bernd Regenauer, Kay Zumwinkel                      | |
| 40    | Weihnachten in Neustein | 17. Dezember 1987  | Sissy Höfferer, Charly M. Huber, Hanns Dieter Hüsch, Bruno Jonas, Rudi Klaffenböck, Konstantin Wecker                   | |
| 41    | Plutonium-Skandal und Terrorismus; Korruption in Deutschland | 11. Februar 1988   | Hans Korte, Dieter Landuris, Jürgen Thormann, Henning Venske, Petra Zieser                                              | Mit dieser Folge kehrte der Scheibenwischer zur bewährten Sendedauer von 45 Minuten und zum Rhythmus von fünf Folgen pro Jahr zurück. |
| 42    | Arbeitszeitverkürzung und Lohnausgleich | 21. April 1988     | Jörg Hube, Werner Schneyder, Klaus Peter Schreiner                                                                      | |
| 43    | Steuerreform, katholische Kirche und Religionsfreiheit | 16. Juni 1988      | Erika Deutinger, Lisa Fitz, Sunnyi Melles, Petra Zieser                                                                 | |
| 44    | NS-Verstrickungen deutscher Mediziner | 6. Oktober 1988    | Kornelia Boje, Urban Priol, Jürgen Thormann, Stephan Wald                                                               | |
| 45    | offene Stellen in der BRD; Ost- und Westdeutschland in Zeiten der Perestroika; wie wir uns zu Tode amüsieren                                                    | 24. November 1988  | Ilona Schulz, Achim Strietzel, Dieter Thomas, Guntbert Warns                                                            | |
| 46    | Medienpolitik im Wandel der Zeiten | 19. Januar 1989    | Jochen Busse, Heinz Werner Kraehkamp, Renate Küster                                                                     | |
| 47    | | 16. März 1989      | Rainer Basedow, Şinasi Dikmen, Mussin Omurca, Henning Venske                                                            | |
| 48    | Die Auswirkungen der europäischen Bürokratie | 15. Juni 1989      | Gerhard Polt, Gisela Schneeberger, Biermösl Blosn                                                                       | |
| 49    | | 7. September 1989  | Siegfried Mahler, Gerhard Polt, Gisela Schneeberger, Biermösl Blosn                                                     | |
| 50    | Wende in der DDR | 2. November 1989   | Lisa Fitz, Hanns Dieter Hüsch, Werner Schneyder, Konstantin Wecker                                                      | |
| 51    | Das vorvereinigte Deutschland als TV-Produktion | 15. Februar 1990   | Richard Rogler | Erstmals bestritt Dieter Hildebrandt eine ganze – zudem sechzigminütige – Sendung mit nur einem Kollegen. Der spätere Gastgeber Richard Rogler hinterließ bei seinem Scheibenwischer-Debüt gleich einen bleibenden Eindruck. Sein wiederholter Ausruf „Wahnsinn!“ – eine Veralberung von Karl Moik und dessen Enthusiasmus bei einem Besuch seines Musikantenstadls in Cottbus im Dezember 1989 – entwickelte sich sogar zu einem Markenzeichen des Kabarettisten.                                                                                                  |
| 52    | Nach der Volkskammerwahl | 22. März 1990      | Rainer Basedow, Jochen Busse, Renate Küster, Henning Venske                                                             | |
| 53    | | 31. Mai 1990       | Hans Korte, Hans-Jürgen Silbermann, Simone Solga                                                                        | |
| 54    | | 6. September 1990  | Dieter Landuris, Nina Lorck-Schierning, Hanna Petkoff, Urban Priol, Renate Reiche, Klaus Peter Schreiner, Helga Siebert | |
| 55    | | 25. Oktober 1990   | Dietrich Lehmann, Mathias Richling, Konstantin Wecker                                                                   | |
| 56    | drohender Krieg um Kuwait | 24. Januar 1991    | Hans Jürgen Diedrich, Hansi Jochmann, Jürgen Thormann, Christian Veit                                                   | |
| 60    | Die „Sprecherschule für Politiker“ | 21. November 1991  | Jochen Busse, Holger Paetz, Petra Zieser                                                                                | |
| 67    | Helmut Kohl und die Kunst Nachrufe zu schreiben | 8. April 1993      | Gerhard Polt | |
| 72    | „In harter Zeit hilft Fröhlichkeit“ | 3. Februar 1994    | Maren Kroymann | |
| 76    | Landtagswahlen in Bayern | 29. September 1994 | Bruno Jonas | |
| 94    | Der kabarettistische Jahresrückblick | 29. Dezember 1996  | Josef Hader, Werner Schneyder                                                                                           | |
| 100   | | 2. November 1997   | | |
| 101   | | 21. Dezember 1997  | | |
| 107   | Geschichten aus dem Wahllokal | 18. September 1998 | Matthias Beltz, Reiner Kröhnert                                                                                         | |
| 113   | Volksmusik, Medikamente und Rot-Grün | 26. Juni 1999      | Matthias Beltz, Richard Rogler                                                                                          | |
|       | |                    | | |
| 142   | | 20. März 2003      | Ottfried Fischer | |
| 143   | | 10. April 2003     | Volker Pispers | |
| 144   | | 15. Mai 2003       | | |
| 145   | | 2. Oktober 2003    | Richard Rogler, Volker Pispers, Konstantin Wecker                                                                       | letzte Folge mit Dieter Hildebrandt als Hauptakteur |
| 146   | | 8. Januar 2004     | Frank Lüdecke | Feste Besetzung: Bruno Jonas, Mathias Richling und Georg Schramm (Folgen 146–169) |
| 147   | | 12. Februar 2004   | Arnulf Rating | |
| 148   | | 11. März 2004      | Frank Lüdecke | |
| 149   | | 8. April 2004      | Michael Altinger | |
| 150   | | 13. Mai 2004       | Frank Lüdecke, Matthias Deutschmann                                                                                     | |
| 151   | | 10. Juni 2004      | Richard Rogler | |
| 152   | | 9. September 2004  | Frank Lüdecke | |
| 153   | | 14. Oktober 2004   | Dieter Hildebrandt | |
| 154   | | 18. November 2004  | Richard Rogler | |
| 155   | | 9. Dezember 2004   | Frank Lüdecke | |
| 156   | | 13. Januar 2005    | Michael Altinger | |
| 157   | | 10. März 2005      | Arnulf Rating | |
| 158   | | 7. April 2005      | Frank Lüdecke | |
| 159   | | 28. April 2005     | Heinrich Pachl | |
| 160   | | 19. Mai 2005       | Frank Lüdecke | |
| 161   | | 7. Juli 2005       | Henning Venske | |
| 162   | | 1. September 2005  | Dieter Hildebrandt | |
| 163   | | 13. Oktober 2005   | Frank Lüdecke | |
| 164   | | 29. Dezember 2005  | Dieter Hildebrandt, Frank Lüdecke, Andreas Rebers, Hagen Rether, Richard Rogler, Wiglaf Droste, Lach- & Schieß-Ensemble | Scheibenwischer – Die Gala (103 Minuten) |
| 165   | | 19. Januar 2006    | Frank Lüdecke | |
| 166   | | 15. Februar 2006   | Arnulf Rating | |
| 167   | | 23. März 2006      | Volker Pispers | |
| 168   | | 20. April 2006     | Frank Lüdecke | |
| 169   | | 25. Mai 2006       | Richard Rogler | letzte Sendung mit Georg Schramm |
| 170   | | 3. Juni 2006       | Frank Lüdecke, Fritz Eckenga, Christian Springer, Helmut Schleich, Sigi Zimmerschied, Wolfgang Stumph u. a.             | Scheibenwischer Extra „WM 2006“ (90 Minuten); Richard Rogler wird neben Bruno Jonas und Mathias Richling fester Bestandteil (als Ersatz von Georg Schramm) |
| 171   | | 29. Juni 2006      | Fritz Eckenga | |
| 172   | | 14. September 2006 | Sigi Zimmerschied | |
| 173   | | 5. Oktober 2006    | Andreas Rebers | |
| 174   | | 23. November 2006  | Günter Grünwald | |
| 175   | | 28. Dezember 2006  | | Scheibenwischer Gala (100 Minuten) |
| 176   | | 18. Januar 2007    | Frank Lüdecke, Andreas Rebers                                                                                           | |
| 177   | | 15. Februar 2007   | Arnulf Rating, Claus von Wagner                                                                                         | |
| 178   | | 15. März 2007      | Frank Lüdecke | |
| 179   | | 19. April 2007     | Mathias Tretter | |
| 180   | | 31. Mai 2007       | Frank Lüdecke | |
| 181   | | 21. Juni 2007      | Andreas Rebers | |
| 182   | | 13. September 2007 | Frank Lüdecke | |
| 183   | | 4. Oktober 2007    | Andreas Rebers, Philipp Weber                                                                                           | |
| 184   | | 22. November 2007  | Frank Lüdecke, Andreas Rebers                                                                                           | |
| 185   | | 29. Dezember 2007  | | Jahresgala 2007 |
| 186   | | 17. Januar 2008    | Frank Lüdecke | letzte Sendung mit Richard Rogler |
| 187   | | 21. Februar 2008   | Frank Lüdecke, Matthias Egersdörfer                                                                                     | |
| 188   | | 20. März 2008      | Arnulf Rating, Andreas Rebers                                                                                           | |
| 189   | | 17. April 2008     | Frank Lüdecke, Dorina Pascu                                                                                             | |
| 190   | | 15. Mai 2008       | Hagen Rether, Sigi Zimmerschied                                                                                         | |
| 191   | | 19. Juni 2008      | Frank Lüdecke, Andreas Rebers                                                                                           | |
| 192   | | 11. September 2008 | Frank Lüdecke, Claus von Wagner                                                                                         | |
| 193   | | 2. Oktober 2008    | Andreas Rebers | |
| 194   | | 20. November 2008  | Frank Lüdecke, Philipp Weber                                                                                            | |
| 195   | | 30. Dezember 2008  | Frank Lüdecke, Sigi Zimmerschied, Hagen Rether                                                                          | Jahresgala 2008; letzte Sendung mit Bruno Jonas |